# Hugh Marlowe
Hugh Marlowe, pseudonimo di Hugh Herbert Hipple (Filadelfia, 30 gennaio 1911 – New York, 2 maggio 1982), è stato un attore statunitense.

## Biografia
Marlowe iniziò la carriera teatrale presso la compagnia Pasadena Playhouse in California, quindi passò a recitare per il grande schermo, interpretando ruoli di supporto in film quali Incontriamoci a Saint Louis (1944) di Vincente Minnelli, e La signora Parkington (1944) di Tay Garnett.
Quella di Marlowe fu essenzialmente una carriera di attore caratterista, con ruoli nei generi più svariati, dai film di guerra come Cielo di fuoco (1949) di Henry King ai western come Il prigioniero della miniera (1954) di Henry Hathaway, alle commedie come Mr. Belvedere suona la campana (1951) di Henry Koster e Il magnifico scherzo (1952) di Howard Hawks.
All'inizio degli anni cinquanta risalgono due tra i titoli di maggior successo interpretati dall'attore: Eva contro Eva (1950) di Joseph L. Mankiewicz, dove impersonò il commediografo teatrale Lloyd Richards, e il fantascientifico Ultimatum alla Terra (1951), divenuto negli anni un classico del genere.
Pur diradando le sue apparizioni cinematografiche dalla fine degli anni cinquanta, Marlowe si segnalò in alcuni film drammatici all'inizio degli anni sessanta, quali Il figlio di Giuda (1960), L'uomo di Alcatraz (1962) e Sette giorni a maggio (1964), tutti e tre al fianco di Burt Lancaster.
Si dedicò anche alla televisione, apparendo in serie quali Alfred Hitchcock presenta, Perry Mason, Il virginiano, e la soap opera Destini, nella quale interpretò il patriarca Jim Matthews.

## Filmografia

### Cinema
- Brilliant Marriage, regia di Phil Rosen (1936) (con il nome di John Marlowe)
- A Miniature: The Story of 'The Jonker Diamond, regia di Jacques Tourneur - cortometraggio (1936)
- It Couldn't Have Happened - But It Did, regia di Phil Rosen (1936) (con il nome di John Marlowe)
- Married Before Breakfast, regia di Edwin L. Marin (1937)
- Fra due donne (Between Two Women), regia di George B. Seitz (1937)
- For God and Country - cortometraggio (1943)
- Il matrimonio è un affare privato (Marriage is A Private Affair), regia di Robert Z. Leonard (1944)
- La signora Parkington (Mrs. Parkington), regia di Tay Garnett (1944)
- Incontriamoci a Saint Louis (Meet Me in St. Louis), regia di Vincente Minnelli (1944)
- Le due suore (Come to the Stable), regia di Henry Koster (1949)
- Cielo di fuoco (Twelve O'Clock High), regia di Henry King (1949)
- I trafficanti della notte (Night and the City), regia di Jules Dassin (1950)
- Eva contro Eva (All About Eve), regia di Joseph L. Mankiewicz (1950)
- L'uomo dell'est (Rawhide), regia di Henry Hathaway (1951)
- Ultimatum alla Terra (The Day the Earth Stood Still), regia di Robert Wise (1951)
- Mr. Belvedere suona la campana (Mr. Belvedere Rings the Bell), regia di Henry Koster (1951)
- Squilli al tramonto (Bugles in the Afternoon), regia di Roy Rowland (1952)
- Corriere diplomatico (Diplomatic Courier), regia di Henry Hathaway (1952) (voce, non accreditato)
- Wait Till the Sun Shines, Nellie, regia di Henry King (1952)
- Il magnifico scherzo (Monkey Business), regia di Howard Hawks (1952)
- Il grande gaucho (Way of a Gaucho), regia di Jacques Tourneur (1952)
- L'ultimo dei comanches (The Stand at Apache River), regia di Lee Sholem (1953)
- La grande notte di Casanova (Casanova's Big Night), regia di Norman Z. McLeod (1954)
- Il prigioniero della miniera (Garden of Evil), regia di Henry Hathaway (1954)
- Voi assassini (Illegal), regia di Lewis Allen (1955)
- Mondo senza fine (World Without End), regia di Edward Bernds (1956)
- La Terra contro i dischi volanti (Earth vs. the Flying Saucers), regia di Fred F. Sears (1956)
- La banda della frusta nera (The Black Whip), regia di Charles Marquis Warren (1956)
- Il figlio di Giuda (Elmer Gantry), regia di Richard Brooks (1960)
- The Long Rope, regia di William Witney (1961)
- L'uomo di Alcatraz (Birdman of Alcatraz), regia di John Frankenheimer (1962)
- L'incredibile spia (13 Frightened Girls!), regia di William Castle (1963)
- Sette giorni a maggio (Seven Days in May), regia di John Frankenheimer (1964)
- Il castello del male (Castle Evil), regia di Francis D. Lyon (1966)
- The Last Shot You Hear, regia di Gordon Hessler (1969)

### Televisione
- The Philco Television Playhouse - serie TV, 1 episodio (1953)
- The Adventures of Ellery Queen - serie TV, 27 episodi (1953)
- General Electric Theater – serie TV, episodio 2x23 (1954)
- The United States Steel Hour - serie TV, 1 episodio (1955)
- On Trial - serie TV, 1 episodio (1957)
- Crossroads – serie TV, episodi 1x26-2x30 (1956-1957)
- Lux Video Theatre - serie TV, 2 episodi (1955-1957)
- Jane Wyman Presents the Fireside Theatre - serie TV, 1 episodio (1957)
- Studio One - serie TV, 2 episodi (1955-1958)
- Matinee Theatre - serie TV, 1 episodio (1958)
- Schlitz Playhouse of Stars - serie TV, 2 episodi (1954-1958)
- Target – serie TV, episodio 1x16 (1958)
- The Third Man - serie TV, 1 episodio (1959)
- Michael Shayne - serie TV, 1 episodio (1960)
- The Andy Griffith Show - serie TV, 1 episodio (1961)
- Alfred Hitchcock presenta (Alfred Hitchcock Presents) - serie TV, 5 episodi (1956-1961)
- Gli uomini della prateria (Rawhide) - serie TV, episodi 2x21-4x21 (1960-1962)
- Tales of Wells Fargo - serie TV, 1 episodio (1962)
- L'ora di Hitchcock (The Alfred Hitchcock Hour) - serie TV, 1 episodio (1962)
- The Dick Powell Show – serie TV, episodio 2x26 (1963)
- Sotto accusa (Arrest and Trial) – serie TV, episodio 1x18 (1964)
- Hazel - serie TV, 1 episodio (1965)
- Perry Mason - serie TV, 6 episodi (1959-1965)
- Il virginiano (The Virginian) - serie TV, 2 episodi (1964-1966)
- Viaggio in fondo al mare (Voyage to the Bottom of the Sea) - serie TV, 1 episodio (1966)
- Organizzazione U.N.C.L.E. (The Man from U.N.C.L.E.) - serie TV, 1 episodio (1968)
- Al banco della difesa (Judd for the Defense) - serie TV, 1 episodio (1968)
- Destini (Another World) - serie TV, 5 episodi (1981)

## Doppiatori italiani
Nelle versioni in italiano dei suoi film, Hugh Marlowe è stato doppiato da:
- Adolfo Geri in Eva contro Eva, L'uomo dell'est, Ultimatum alla Terra
- Gualtiero De Angelis in La signora Parkington, Il prigioniero della miniera
- Mario Pisu in Cielo di fuoco
- Nino Pavese in Il magnifico scherzo
- Giuseppe Rinaldi in Mondo senza fine
- Emilio Cigoli in La Terra contro i dischi volanti
- Renato Turi in Sette giorni a Maggio
- Rodolfo Bianchi in La grande notte di Casanova (ridoppiaggio)